# Nguyễn Thị Oanh (sinh 1995)
Nguyễn Thị Oanh (sinh ngày 15 tháng 8 năm 1995) là một vận động viên điền kinh người Việt Nam. Cô thường tham gia môn chạy trong bộ môn điền kinh, các cự ly cô thường thi đấu là chạy 1.500 m, 5.000 m, vượt chướng ngại vật 3.000 m,... Cô là một trong những vận động viên điền kinh tiêu biểu của Việt Nam trong 10 năm (2013-2023) khi cô giành được 1 HCĐ Asiad; 1 HCV, 1 HCB Asian Beach Games và 12 HCV cá nhân ở SEA Games. Ngoài ra, cô giành được 846 điểm và về nhất ở cuộc bầu chọn Vận động viên tiêu biểu toàn quốc năm 2019 sau thành tích đáng nhớ tại SEA Games 30. Năm 2023, tại SEA Games 32, cô lập được thành tích kinh ngạc khi trở thành vận động viên Việt Nam đầu tiên giành 4 HCV cá nhân môn điền kinh trong một kỳ SEA Games, trong đó có kỳ tích đoạt được 2 HCV chỉ trong vòng 20 phút.

## Tiểu sử
Nguyễn Thị Oanh sinh năm 1995 trong một gia đình thuần nông ở thôn Nhuần, xã Mỹ Hà, huyện Lạng Giang, tỉnh Hà Bắc, Việt Nam. Hiện nay là xã Mỹ Hà huyện Lạng Giang, tỉnh Bắc Giang. Một miền quê nghèo khó nằm ở khu vực Trung du đồng bằng Bắc Bộ cách Hà Nội khoảng 70 km về phía Đông Bắc. Trong gia đình, Nguyễn Thị Oanh là người con gái thứ 7 trong một gia đình có tới 8 chị em, dưới Oanh là cậu em út duy nhất trong nhà. Bố cô tên Chuyền và mẹ là bà Nguyễn Thị Hưởng, đều có xuất thân là nông dân.

## Sự nghiệp

### 2010–2013: Giai đoạn đầu
- Nguyễn Thị Oanh bắt đầu theo nghiệp điền kinh từ năm cô 15 tuổi (năm 2010). Cô chia sẻ những ngày đầu tiên khi đội điền kinh tỉnh chiêu sinh thì cô bị chê là thể hình hạn chế do nặng chưa tới 40 kg và chỉ cao khoảng mét rưỡi nên suýt nữa đã không được tuyển.[10] Nhưng nhờ tinh thần luyện tập nghiêm túc, sự cố gắng rèn luyện đã giúp cô lấy được lòng tin của Ban Huấn luyện và từ đó được gọi vào đội tuyển quốc gia.
- Năm 2013, tại SEA Games 27 cô giành được một tấm huy chương bạc ở nội dung chạy vượt chướng ngại vật 3.000 m khi về đích sau nhà vô địch của kỳ SEA Games trước là vận động viên Rini Budiarti của Indonesia.

### 2014–2016: Nghỉ chữa bệnh và trở lại thi đấu
- Cuối năm 2014, sau khi kết thúc Đại hội Thể dục Thể thao toàn quốc lần thứ VII một thời gian ngắn, Oanh xuất hiện triệu chứng phù nề đột ngột. Nhập viện, cô được chẩn đoán mắc bệnh viêm cầu thận cấp. Sau đó, cô phải tạm dời xa đường pitch để tập trung vào việc điều trị bệnh.[11] Vì vậy, Nguyễn Thị Oanh lỡ hẹn với SEA Games 28 diễn ra ở Singapore năm 2015.
- Tháng 9 năm 2016, Đại hội Thể thao Bãi biển châu Á lần thứ 5 diễn ra ở Đà Nẵng, Việt Nam: Cô giành được một huy chương bạc ở nội dung chạy băng đồng cá nhân khi về sau đồng đội Phạm Thị Huệ. Chuyển sang nội dung chạy băng đồng đồng đội thì chính Oanh, Huệ cùng với 3 vận động viên khác đã giúp Việt Nam giành thêm một huy chương vàng nữa khi vượt qua các đồng nghiệp đến từ Thái Lan.

### 2017–2019: Liên tiếp thành công
- Đến SEA Games 29, nội dung sở trường vượt chướng ngại vật 3.000 m của Nguyễn Thị Oanh không có trong nội dung thi đấu do chủ nhà Malaysia bất ngờ hủy nội dung này với lý do chỉ mình Việt Nam đăng ký dự thi.[12] Vì thế, Ban Huấn luyện đành phải chuyển cô sang đăng ký thi đấu ở nội dung 1.500 m và 5.000 m vốn đang thiếu người nhưng cô bé hạt tiêu đã xuất sắc giành 2 huy chương vàng ở cả hai cự ly khá khó khăn này dù thời gian luyện tập trước giải khá gấp rút.[9][12][13][14]
- Tháng 4 năm 2018, tại Giải Điền kinh Singapore mở rộng cô tiếp tục giành thêm 2 HCV nữa về cho Đội tuyển Việt Nam ở các nội dung 1.500 m và vượt chướng ngại vật 3.000 m.[15]
- Tháng 8 năm 2018, tại Asiad 18 diễn ra ở Jakarta: Oanh tiếp tục thi đấu ở nội dung vượt chướng ngại vật 3.000 m và giành được tấm huy chương đồng lịch sử cho điền kinh Việt Nam. Đây chính là lần đầu tiên điền kinh Việt Nam có huy chương tại nội dung này. Với cột mốc thành tích 9 phút 43 giây 83 thì Oanh cũng phá rất sâu kỷ lục quốc gia của đàn chị Nguyễn Thị Phương tới 19,15 giây.[9] Ngoài ra, cô cũng tham dự nội dung chạy 1.500 m nhưng chỉ về đích thứ tư khi kém vận động viên giành huy chương đồng của đoàn Ấn Độ 2,93 giây.[16]
- Cuối năm 2018, sau chiếc HCĐ Á vận hội Oanh trở về khoác áo Đoàn Thể thao tỉnh Bắc Giang tham dự Đại hội Thể dục Thể thao toàn quốc lần thứ VIII. Cô tiếp tục giành được 3 huy chương vàng ở 3 nội dung thế mạnh của mình là 1.500 m, 5.000 m và vượt chướng ngại vật 3.000 m. Đặc biệt hơn nữa, cả ba chiếc HCV vàng đó đều là 3 kỷ lục mới của Đại hội. Qua đó, cô bé hạt tiêu khép lại một năm 2018 thành công ngoài mong đợi.[17]
- Năm 2019, cô tiếp tục tham dự SEA Games 30 diễn ra tại Philippines, cô đã thi đấu xuất sắc để bảo vệ thành công 2 tấm huy chương vàng kỳ Đại hội trước và lần đầu giành vàng ở nội dung sở trường vượt chướng ngại vật 3.000 m. Hơn thế nữa, với thành tích 10 phút 00 giây 02 đạt được ở nội dung vượt chướng ngại vật 3.000 m cô đã xác lập một kỷ lục mới của SEA Games khi nhanh hơn kỷ lục cũ 0,56 giây do Rini Budiarti lập được ở SEA Games 26.[18]

### 2020: Giấc mơ Thế vận hội
- Sau khi SEA Games 30 kết thúc, cô chia sẻ sẽ nỗ lực phấn đấu đạt chuẩn tham dự Thế vận hội Tokyo 2020 (9 phút 30 giây) ở nội dung vượt chướng ngại vật 3.000 m dù biết là hết sức khó khăn khi thành tích tốt nhất của cô tại Asiad 18 vẫn còn kém chuẩn Thế vận hội tới 13,83 giây.[19]

## Thành tích tốt nhất
| Nội dung                     | Thành tích | Giải đấu                         | Địa điểm                                                   | Ngày                |
| ---------------------------- | ---------- | -------------------------------- | ---------------------------------------------------------- | ------------------- |
| 1.500 m                      | 4:14,98    | Đại hội Thể thao Đông Nam Á 2021 | Sân vận động Quốc gia Mỹ Đình, Hà Nội, Việt Nam            | 14 tháng 5 năm 2021 |
| 5.000 m                      | 16:24,20   | Giải vô địch quốc gia 2019       | Sân vận động Thống Nhất, Thành phố Hồ Chí Minh, Việt Nam   | 16 tháng 9 năm 2019 |
| 10.000 m                     | 35:11,53   | Đại hội Thể thao Đông Nam Á 2023 | Sân vận động Quốc gia Morodok Techo, Phnôm Pênh, Campuchia | 12 tháng 5 năm 2023 |
| Vượt chướng ngại vật 3.000 m | 9:43,83    | Đại hội Thể thao châu Á 2018     | Sân vận động Gelora Bung Karno, Jakarta, Indonesia         | 27 tháng 8 năm 2018 |

Tại SEA Games 32, Oanh là vận đông viên duy nhất của đoàn thể thao Việt Nam giành được 4 Huy chương vàng. Tháng 5 năm 2023, cô được kết nạp vào Đảng Cộng sản Việt Nam và được trao Huân chương Lao động hạng Nhì.

## Đời sống cá nhân
- Ngoài đời, cô có biệt danh là Oanh ỉn.[note 1] Ngoài ra, do có vóc dáng thấp bé nhẹ cân nhưng thi đấu giỏi nên cô được truyền thông Việt Nam gắn cho một biệt danh khác là cô bé hạt tiêu

### Trùng tên
- Trong làng điền kinh Việt Nam cũng có một vận động viên khá nổi bật và cùng tên với Oanh ỉn là vận động viên Nguyễn Thị Oanh sinh năm 1996 thuộc đoàn Hà Nội. Cô là một vận động viên chuyên chạy nước rút. Các nội dung cô thường tham dự là chạy 200 m, 400 m, tiếp sức 4×400 m,... Cô tham dự rất nhiều các giải đấu quốc tế cùng đội tuyển điền kinh Việt Nam từ kỳ SEA Games 26 năm 2011 đến nay và cũng giành rất nhiều huy chương vàng về cho đội tuyển. Chính vì có tuổi đời gần bằng nhau, cùng thi đấu trong nhiều giải đấu quốc tế và giành nhiều thành tích về cho đội tuyển điền kinh Việt Nam nên gây ra không ít sự nhầm lẫn từ cổ động viên về 2 vận động viên tài năng này.
- Ngoài ra, có một điểm khác để phân biệt giữa 2 vận động viên này là trong khi Oanh ỉn có vóc dáng nhỏ nhắn thì đồng nghiệp đến từ Hà Nội có ngoại hình khá nổi bật khi cao 1 mét 70 và vóc dáng được khen ngợi chuẩn siêu mẫu.[22]
- Ngoài đời, 2 vận động viên cùng tên này cũng là những người bạn khá thân thiết và Oanh ỉn thường gọi cô bạn là Oanh 400 m để phân biệt.